# Liliana Mumy
Liliana Berry Davis Mumy (San Marcos, 16 aprile 1994) è un'attrice e doppiatrice statunitense.

## Biografia
Liliana Berry Davis Mumy, nasce a San Marcos, California da Eileen e Bill Mumy; ha un fratello maggiore, Seth. Esordisce al cinema con il film Che fine ha fatto Santa Clause?, ma è principalmente conosciuta come Jessica Baker, dei film Una scatenata dozzina e Il ritorno della scatenata dozzina, la sorella gemella di Kim (interpretata da Morgan York). Si è diplomata alla Laurel Hall School e ha frequentato la Notre Dame High School in Sherman Oaks.
Oltre a essere una attrice è anche una doppiatrice.

## Filmografia

### Attrice

#### Cinema
- Che fine ha fatto Santa Clause? (The Santa Clause 2), regia di Michael Lembeck (2002)
- Una scatenata dozzina (Cheaper by the Dozen), regia di Shawn Levy (2003)
- Il ritorno della scatenata dozzina (Cheaper by the Dozen 2), regia di Adam Shankman (2005)
- Santa Clause è nei guai (The Santa Clause 3: The Escape Clause), regia di Michael Lembeck (2006)

### Doppiatrice
- Provaci ancora Stitch! (Stitch! The Movie), regia di Tony Craig e Roberts Gannaway (2003)
- Lilo e Stitch - serie TV, 17 episodi (2003–2004)
- Il castello errante di Howl (Hauru no ugoku shiro), regia di Hayao Miyazaki (2004)
- Mulan II, regia di Darrell Rooney e Lynne Southerland (2004)
- Lilo & Stitch 2 - Che disastro Stitch! (Lilo & Stitch 2: Stitch Has a Glitch), regia di Michael LaBash e Anthony Leondis (2005)
- The Happy Elf, regia di John Rice (2005)
- Holly Hobbie and Friends: Surprise Party, regia di Mario Piluso (2005) - cortometraggio
- Catscratch - serie TV, 5 episodi (2005-2006)
- American Dragon: Jake Long - serie TV, 2 episodi (2005-2007)
- Leroy & Stitch, regia di Tony Craig e Roberts Gannaway (2006)
- Barnyard - Il cortile (Barnyard: The Original Party Animals), regia di Steve Oedekerk (2006)
- Holly Hobbie and Friends: Christmas Wishes, regia di Mario Piluso (2006) - cortometraggio
- Holly Hobbie and Friends: Secret Adventures, regia di Mario Piluso (2007) - cortometraggio
- Holly Hobbie and Friends: Best Friends Forever, regia di Mario Piluso (2007) - cortometraggio
- Supercuccioli sulla neve (Snow Buddies), regia di Robert Vince (2008)
- Supercuccioli nello spazio (Space Buddies), regia di Robert Vince (2009)
- Higglytown Heroes - 4 piccoli eroi - serie TV, 22 episodi (2004-2007)
- The Secret Saturdays - serie TV, 3 episodi (2009)
- Chowder - Scuola di cucina - serie TV, 30 episodi (2007–2010)
- A casa dei Loud - serie TV (2016)

## Doppiatrici italiane
- Valentina Rossi in Una scatenata dozzina, Il ritorno della scatenata dozzina
- Lucrezia Marricchi in Santa Clause è nei guai

Da doppiatrice è sostituita da:
- Giulia Franceschetti in Lilo & Stitch, Provaci ancora Stitch, Lilo & Stitch 2 - Che disastro Stitch!, Leroy & Stitch, Lilo & Stitch (serie tv)
- Andrea Leoni in Supercuccioli sulla neve[1], Supercuccioli nello spazio[2]
- Lucrezia Marricchi e Angelica Bolognesi in Higglytown Heroes - 4 piccoli eroi
- Tosawi Piovani in Catscratch
- Tiziana Martello in Chowder - Scuola di cucina
- Silvia Villa in The Cleaner
- Giuliana Atepi in A casa dei Loud